# Colorista
Nei fumetti, un colorista è responsabile dell'aggiunta di colore alla grafica in bianco e nero. Per gran parte del  XX secolo ciò si sono usati pennelli e coloranti che erano poi utilizzati come guide per produrre le lastre da stampa. Dalla fine del XX secolo, nella maggior parte dei casi ciò avviene utilizzando i media digitali, con separazioni di stampa prodotte elettronicamente.
Sebbene la maggior parte dei coloristi americani lavori direttamente per gli editori di fumetti (come dipendenti o liberi professionisti), ci sono alcuni studi di colorazione che offrono i loro servizi agli editori. American Color, Olyoptics, Digital Chameleon erano le aziende più importanti in questo campo.

## Storia
In origine, i fumetti erano colorati ritagliando pellicole di varie densità nelle forme appropriate per essere utilizzate nella produzione di lastre da stampa a colori separati. Il tipico colorista lavorava su fotocopie delle pagine inchiostrate, che coloravano con coloranti speciali. Dr. Martin's Dyes era un marchio noto in questo campo nell'industria dei fumetti. I codici CMYK venivano scritti sulla pagina per indicare i colori finali stampati e queste pagine colorate a mano venivano usate come guide dall'incisore. Tatjana Wood è stata la colorista principale delle copertine della DC Comics dal 1973 fino alla metà degli anni ottanta.
Più recentemente, i coloristi hanno lavorato con mezzi trasparenti come gli acquerelli o l'aerografo, che vengono poi fotografati, consentendo effetti più sottili e pittorici.

## Colore digitale
Il colorista Steve Oliff e la sua azienda Olyoptics furono tra i primi a utilizzare i computer per eseguire separazione dei colori. Sebbene altre aziende all'epoca stessero sperimentando con i computer, Oliff e il suo gruppo furono i primi a fondere la guida del colore dell'artista con il separatore. Nel 1987, il manga giapponese Akira era in preparazione per essere tradotto e pubblicato dalla linea Epic Comics della Marvel Comics. Oliff fu scelto come colorista e convinse la Marvel che era ora di provare il colore al computer. Dopo la pubblicazione di Akira nel 1988, la colorazione computerizzata divenne sempre più diffusa nell'industria dei fumetti.
All’inizio degli anni novanta, anche se i più grandi editori di fumetti utilizzavano i computer, c’erano delle differenze nel campo. La DC Comics consentiva solo una tavolozza di 64 colori, mentre la Marvel l'aveva ampliata a 125 colori. Dark Horse Comics ha consentito ancora più variazioni. I programmi dominanti in uso in quel periodo erano Color Prep e Tint Prep, entrambi originariamente implementati da Olyoptics. Questo software è stato inventato e scritto da "Pixel Craft", la prima azienda a creare software che utilizzava un personal computer in grado di produrre file per un fotocompositore digitale per realizzare negativi per la stampa a colori. Pixel craft era una piccola azienda di Long Island, New York, creata da Kenneth Giordano e Khouri Giordano. Il team di padre e figlio ha continuato a realizzare molte innovazioni nell'informatizzazione della stampa a colori. Nel 1993, l'uso da parte di Image Comics del computer per il colore e di una più avanzata tecnologia della separazione per i colori spinse DC e Marvel a migliorare ulteriormente le loro tecniche di colorazione. Infine, a metà degli anni novanta, l'integrazione di Digital Chameleon con Adobe Photoshop ha contribuito a rendere quel programma lo standard del settore.
I miglioramenti nella tecnologia utilizzata per la colorazione hanno avuto un grande impatto sul modo in cui sono disegnati i fumetti. Prima dell'uso dei computer, gli artisti usavano spesso la penna o il pennello per inserire effetti di ombreggiatura dettagliati; ora è più probabile che l’artista lasci il disegno aperto e affidi al colorista il compito di inserire ombreggiature attraverso la variazione delle tonalità di colore o aggiungendo uno strato di nero traslucido. La maggior parte dei coloristi contemporanei lavora nei media digitali utilizzando strumenti.

## Coloristi notevoli
- Adler, Jack
- Baron, David
- Baujot, Josette
- Bellaire, Jordie
- Cox, Jeromy
- Culliford, Nine
- Freeman, George, precedentemente con Digital Chameleon
- Higgins, John
- Hollingsworth, Matt
- Isanove, Richard
- Leonardo, Vittorio
- Loughridge, Lee
- WadeeKT
- Martin, Laura
- McCaig, Dave
- Mounts, Paul
- Oliff, Steve, fondatore di Olyoptics
- Peter, Cris
- Rivera, Joe
- Sinclair, Alex
- Severin, Marie
- Stewart, Dave
- Strain, Christina
- Varley, Lynn
- Villarrubia, Jose
- Wein, Glynis
- Wood, Tatjana